# Dasysphinx volatilis
Dasysphinx volatilis là một loài bướm đêm thuộc phân họ Arctiinae, họ Erebidae.